# Namlos
Namlos ist eine Gemeinde mit 58 Einwohnern (Stand 1. Jänner 2024) im Bezirk Reutte in Tirol (Österreich). Die Gemeinde liegt im Gerichtsbezirk Reutte.

## Geografie
Die Kleingemeinde liegt im Namloser Tal, einem Seitental des Lechtals auf 1263 m ü. A. Der Ort ist beidseitig vom Lechtal über Stanzach (10 km) und vom Zwischentoren über Berwang (13 km) zu erreichen.
Auf dem Gemeindegebiet befinden sich zwei gerodete Freiflächen, die voneinander getrennt auf der Talsohle liegen. In der westlichen Rodung befindet sich der Hauptort und Amtssitz Namlos. Der Weiler Kelmen liegt ca. 3 km östlich davon. Er verbindet das Namloser Tal mit dem Rotlechtal. Im Gebirge oberhalb von Kelmen entspringt der Namloser Bach, der das Tal entwässert. Das Namloser Tal mündet bei Stanzach in das Lechtal.

### Gemeindegliederung
Das Gemeindegebiet umfasst folgende zwei Ortschaften (Einwohner Stand 1. Jänner 2024):
- Kelmen (27)
- Namlos (31)

### Nachbargemeinden
|          | Reutte                                      | Berwang      |
| Stanzach | Kompassrose, die auf Nachbargemeinden zeigt | Tarrenz (IM) |
|          | Imst (IM)                                   |              |

## Geschichte
In der Antike wurde das Namloser Tal als Jagdrevier genutzt, wie einige Funde beweisen.
Im Früh-/Hochmittelalter zogen aufgrund des rasanten Bevölkerungswachstums in diversen Ortschaften einige Bauern von Imst und vom Oberen Gericht ins Namloser Tal und führten Rodungen durch, um Schwaighöfe für den Sommer zu errichten. Der Ort wurde 1286 erstmals urkundlich erwähnt und war eine landesfürstliche Gründung unter Graf Meinhard II.
Im Gegensatz zum übrigen Außerfern zogen früher die Männer aus Namlos im Winter in die Fremde. Die Toten wurden über das „Steinjöchl“ nach Dormitz gebracht. Bis Ende des 16. Jh. gehörten die Almen und Höfe zu Imst und unterstanden grundherrlich dem Landesfürsten von Tirol und dem Kloster Stams.
Die heutigen Felder und kahlen Weideplätze waren noch bis in das 16. Jahrhundert größtenteils mit Tannen- und Fichtenholz bewachsen. Holzknechte aus Augsburg wurden in dieser Zeit mit großen Rodungen im ganzen Gebiet beauftragt. Das gefällte Holz wurde über den Wasserweg nach Stanzach und von dort über den Lech nach Augsburg geflößt. Die Trift im Jahr 1568 hatte einen Umfang von ca. 355.000 Hölzern. Schätzungsweise fanden dabei bis zu 300 Holzknechte Arbeit.
Die Ortsseelsorge übernahm ursprünglich die Pfarre Imst. 1457 kam Namlos zur Pfarre Berwang. Im Jahre 1680 bekam Namlos einen eigenen Kaplan. Heute ist Namlos eine Kaplanei des Dekanats Breitenwang.
Bis 1949 waren Namlos und Kelmen als eigene Fraktionen der Gemeinde Berwang zugehörig, ehe Namlos zu einer eigenständigen Gemeinde wurde.

### Namloser Beben
Am 8. Oktober 1930 lag Namlos im Epizentrum eines Erdbebens, das als „Namloser Beben“ bekannt ist. 16 Erdstöße bis zur Stärke 7,5 der zwölfteiligen Mercalli-Cancani-Sieberg-Skala bzw. 5,3 der Richterskala erschütterten das Dorf. Von 47 Kaminen stürzten damals 31 ein. Der Ausgangspunkt des Bebens wird unter der nahe gelegenen Knittelkarspitze vermutet. Seit 2012 hat Namlos eine eigene Erdbeben-Messstelle.

### Ortsname
Der Ortsname „Namlos“ leitet sich vermutlich von einem Erstsiedler namens Amel ab (Kurzform zu Amelfrid oder Amalung). Zuerst wurde an den Namen die Genitivendung -es angehängt (1427: „in Amles“). Dann kam das N der Präposition in durch falsche Silbentrennung an den Namen. So trug der Ort einige Zeit lang den Namen „Namles“, ehe er von den Amtsstuben zu „Namlos“ verhochdeutscht wurde.

### Bevölkerungsentwicklung
| Namlos: Einwohnerzahlen von 1869 bis 2024           | Namlos: Einwohnerzahlen von 1869 bis 2024 | Namlos: Einwohnerzahlen von 1869 bis 2024 | Namlos: Einwohnerzahlen von 1869 bis 2024 | Namlos: Einwohnerzahlen von 1869 bis 2024 |
| --------------------------------------------------- | ----------------------------------------- | ----------------------------------------- | ----------------------------------------- | ----------------------------------------- |
| Jahr                                                |                                           |                                           |                                           | Einwohner                                 |
| 1869                                                | 1869                                      |                                           | 169                                       | 169                                       |
| 1880                                                | 1880                                      |                                           | 169                                       | 169                                       |
| 1890                                                | 1890                                      |                                           | 172                                       | 172                                       |
| 1900                                                | 1900                                      |                                           | 167                                       | 167                                       |
| 1910                                                | 1910                                      |                                           | 160                                       | 160                                       |
| 1923                                                | 1923                                      |                                           | 132                                       | 132                                       |
| 1934                                                | 1934                                      |                                           | 101                                       | 101                                       |
| 1939                                                | 1939                                      |                                           | 99                                        | 99                                        |
| 1951                                                | 1951                                      |                                           | 128                                       | 128                                       |
| 1961                                                | 1961                                      |                                           | 127                                       | 127                                       |
| 1971                                                | 1971                                      |                                           | 125                                       | 125                                       |
| 1981                                                | 1981                                      |                                           | 96                                        | 96                                        |
| 1991                                                | 1991                                      |                                           | 120                                       | 120                                       |
| 2001                                                | 2001                                      |                                           | 100                                       | 100                                       |
| 2011                                                | 2011                                      |                                           | 90                                        | 90                                        |
| 2021                                                | 2021                                      |                                           | 64                                        | 64                                        |
| 2024                                                | 2024                                      |                                           | 58                                        | 58                                        |
| Quelle(n): Statistik Austria, Gebietsstand 1.1.2021 |                                           |                                           |                                           |                                           |

## Kultur und Sehenswürdigkeiten
Trotz seiner geringen Größe ist das kleine Bergdorf in einigen Hinsichten sehr aktiv. Beispiele hierfür sind die eigenständige Freiwillige Feuerwehr, die Bergwacht, die Eigenjagd, die Agrargemeinschaft und die Musikkapelle Namlos. Anfang August wird alljährlich ein Dorffest veranstaltet.
Die Volks- bzw. Hauptschule gibt es seit 2013 nicht mehr.

## Wirtschaft und Infrastruktur
Der Ort ist seit einigen Jahren von der Abwanderung bedroht. Immer mehr Bewohner zieht es in den nahegelegenen Ballungsraum des Bezirkshauptortes Reutte. Grund hierfür ist vor allem das weitaus größere Arbeitsplatzangebot. Die Viehzucht nimmt bei weitem nicht mehr einen so hohen Stellenwert ein wie noch vor einigen Jahren. So zählt das gesamte Braunvieh der Bauern in Namlos nur noch knapp 10 Stück.

### Tourismus
Seit bereits vielen Jahren ist die Haupteinnahmequelle des Ortes der Tourismus. Es gibt ein Gasthaus in Namlos (Gasthof Kreuz) und ein Gasthaus im Ortsteil Kelmen (Gasthof Wetterspitze). Hinzu kommen noch kleinere Vermieter und Pensionen, deren Angebot sich auf Zimmer und Ferienwohnungen beschränkt.
Im Sommer finden Touristen vor allem wegen des großen Wanderangebotes nach Namlos. Beliebte Wanderziele sind die Namloser Wetterspitze, die Knittelkarspitze, die Engelspitze, die Anhalter Hütte, der Treiensee und das nahegelegene Almdorf Fallerschein. Sportler, Biker, Tagesgäste, Familien und zahlreiche weitere Personengruppen schätzen den Aufenthalt im Namloser Tal. Es punktet durch ruhige Abgeschiedenheit und Naturbelassenheit.
Die Namloser Straße (L21) ist eine allseits bekannte und beliebte Motorradstrecke.
Im Winter bietet vor allem das nahegelegene, ca. 13 km entfernte Berwanger Skigebiet touristische Angebote.

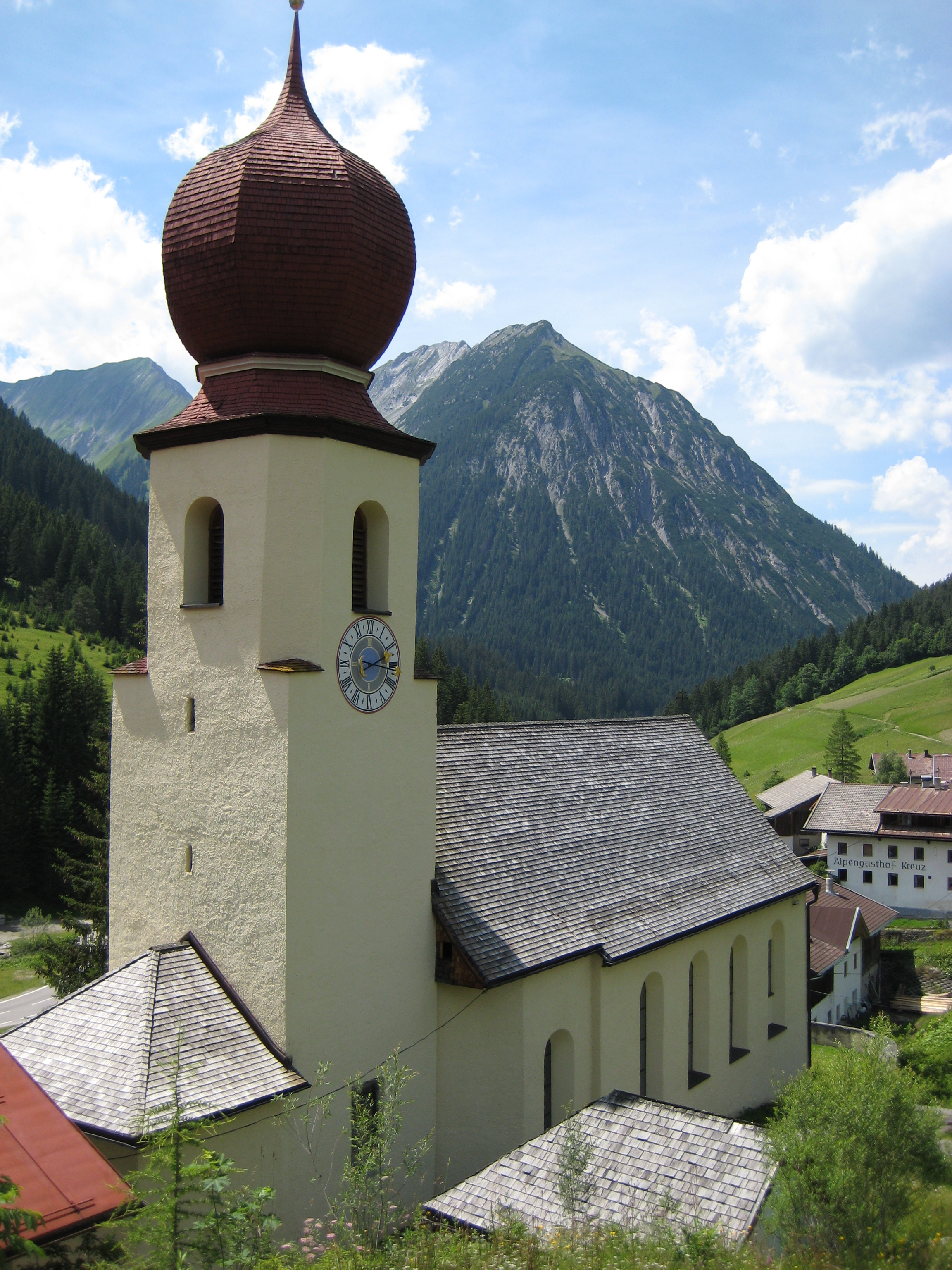
St.-Martins-Kirche
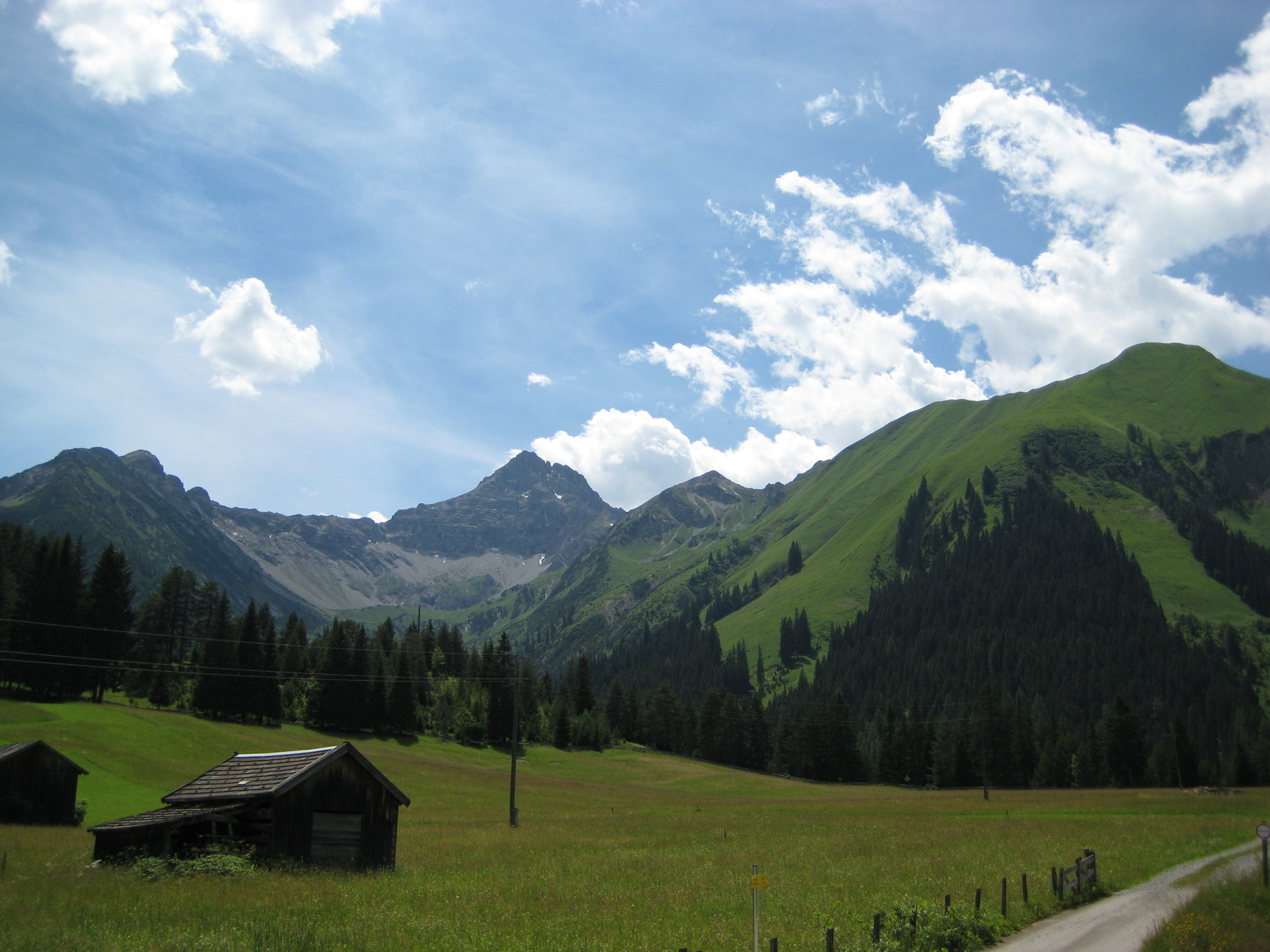
Namloser Wetterspitze (2553 m)
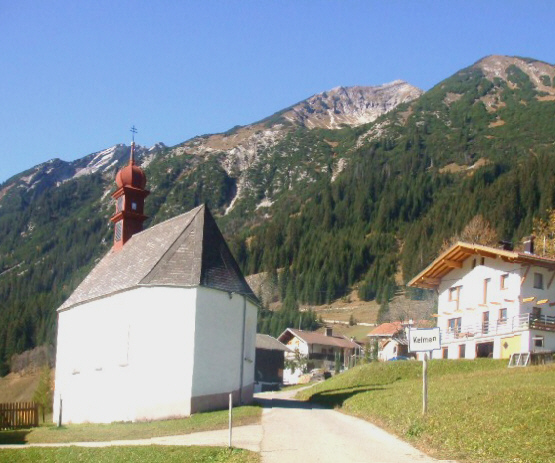
Ortsteil Kelmen

## Politik

### Gemeinderat
In den Gemeinderat werden 9 Mandatare gewählt
| Partei                    | 2022    | 2022    | 2022    | 2016 | 2016  | 2016 | 2010 | 2010 | 2010 |
| Partei                    | Stimmen | Prozent | Mandate | St.  | %     | M.   | St.  | %    | M.   |
| ------------------------- | ------- | ------- | ------- | ---- | ----- | ---- | ---- | ---- | ---- |
| Gemeindeliste             | 44      | 100     | 9       | 42   | 66,67 | 6    | 63   | 100  | 9    |
| Bürgerliste Namlos-Kelmen |         |         |         | 21   | 33,33 | 3    |      |      |      |

### Bürgermeister
Bürgermeister von Namlos ist Walter Zobl.